# Elbwarte
Elbwarte, v českém překladu Labská stráž, je vyhlídkový pavilon, který se nachází na pravém břehu Labe v děčínské čtvrti Děčín II – Nové Město v Ústeckém kraji. Pavilon, vybudovaný  na sklonku 19. století, je jedním z vyhlídkových míst v městském lesoparku Kvádrberk na Stoličné hoře na Děčínské výšině. Od roku 2018 je altán pod názvem „Vyhlídkový pavilon Elbwarte“ zapsaný v Ústředním seznamu kulturních památek České republiky.

## Historie
Od poloviny 19. století v oblasti dvojměstí Děčína a Podmokel docházelo k výraznému rozvoji turistického ruchu. V neposlední řadě k tomu přispělo budování dopravní infrastruktury, především nových železničních tratí. Již v roce 1851 byl zahájen provoz na trati do Drážďan, a poté následovala výstavba regionálních tratí do Teplic a do České Kamenice. V téže době zahájila činnost i děčínská paroplavba.
Počátky budování a turistického zpřístupňování městského lesoparku na Kvádrberku/Stoličné hoře se datují od šedesátých let 19. století, kdy zde došlo ke zřizování výstupových cest na vrchol hory a nových výletních tras, směřujících do Českého Švýcarska. Zároveň byly upravovány vyhlídky a na vhodných místech budovány vyhlídkové altány.

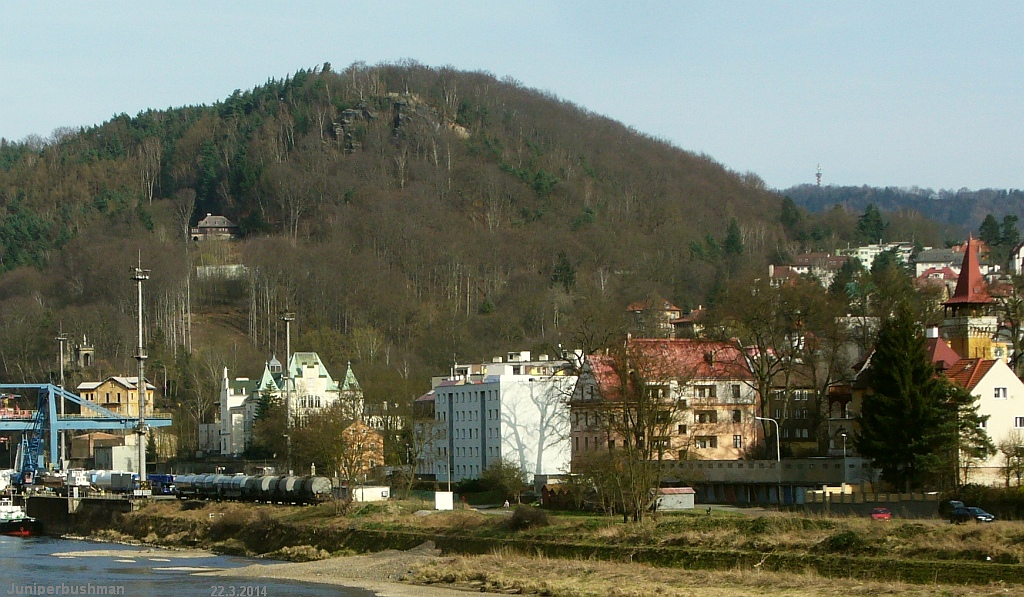
Pohled na Kvádrberk z levého břehu Labe

Iniciátorem řady těchto úprav byl děčínský okrašlovací spolek Anpflanzungs- und Verschönerungsverein. Aktivity spolku byly částečně financovány z provozu výletní restaurace, která stávala na vrcholu Kvádrberku.
V roce 1879 vybudoval spolek na počest jubilea rakouského císařského páru Františka Josefa I. a jeho manželky Alžbéty na vrcholové plošině hory tzv. Císařskou vyhlídku – vyhlídkovou terasu s pískovcovým obeliskem, k níž vedla promenádní cesta, zvaná Císařská promenáda. 
Myšlenku vybudovat výletní pavilon Elbwarte prezentovali představitelé okrašlovacího spolku Gustav Münzberg a Moritz John poprvé v roce 1886. Již v následujícím roce byla dokončena projektová dokumentace. Podklady vypracoval děčínský architekt a stavitel Carl Hönig, který se poté ujal realizace stavby. V roce 1887 byly zahájeny úpravy skalní plošiny, pavilon však byl dokončen až o tři roky později a předán veřejnosti 18. října 1890. V roce 1894 byla stavba poškozena úderem blesku. Následovaly opravy a v roce 1895 byl na kupoli umístěn bleskosvod.

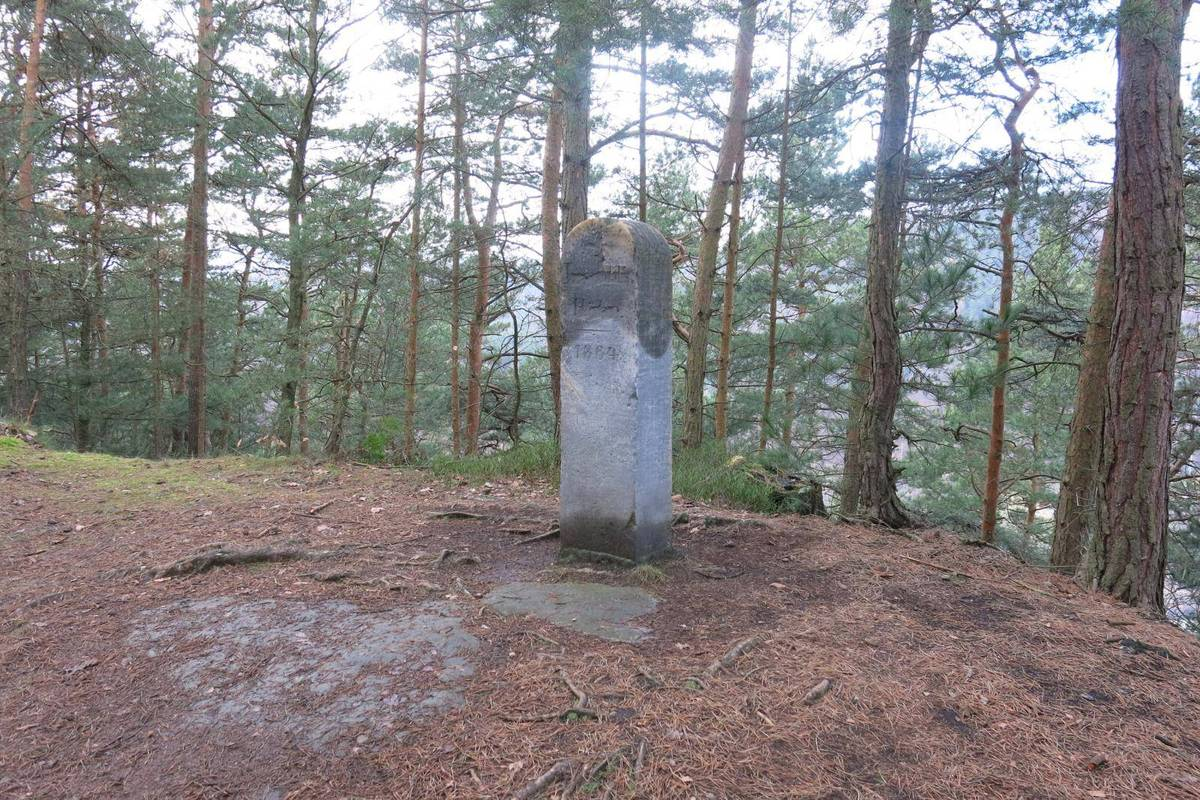
Pomníček u cesty na Labskou stráž

Zvelebování Stoličné hory pokračovalo po roce 1894, kdy okrašlovací spolek na jižním úbočí Kvádrberku založil městský lesopark se vzácnými dřevinami. Součástí lesoparku byla také dvě jezírka a tzv. Alpská zahrádka. Výletní místo doplnily ještě další drobné stavby, jako byl například  Schubertův pomník nebo Loretánská vyhlídka.
Dalších oprav a rekonstrukce poškozených částí se pavilon dočkal až po 122 letech. Město Děčín v roce 2017 provedlo celkovou rekonstrukci vyhlídkového pavilonu Elbwarte. Byla opravena kupole altánu, schody, balustrádové zábradlí a přístupová cesta. Náklady na opravu činily 1,5 milionu korun, z toho částkou 250 000 korun přispěl Ústecký kraj.

## Popis
Část děčínského Nového Města se Stoličnou horou leží na území Chráněné krajinné oblasti Labské pískovce. Vyhlídkový pavilon Elbwarte na severní straně vrcholové plošiny Kvádrberku je součástí tzv. Císařské cesty, která vede až do Loubské rokle. Pavilon stojí na dvanáct metrů vysoké opěrné zdi. Altán je vysoký 10 metrů, má čtvercový půdorys o rozměrech 4 × 4 metry a je postavený z pískovcových kvádrů. Základem konstrukce jsou čtyři nárožní hranolové pilíře. Obdélné otvory mezi pilíři jsou rámovány edikulami, přičemž v některých z nich se dochovaly dobové nápisy. Na východní straně to je nápis „Entworfen / und erbaut / vom / Vorstandsmitgliede / CARL HÖNIG / d. A. u. V. V. Tetschen“ (Navrženo a postaveno Carlem Hönigem, členem představenstva děčínského A. u. V. V., tj. zmíněného okrašlovacího spolku). Ve vlysu jižní edikuly je vytesán velkými písmeny nápis ELBWARTE. Na vnitřní straně vlysů se nachází nápis „Den Freunden der Natur, der Anpflanzungs- und Verschönerungsverein Tetschen 1890“ (Přátelům přírody Anpflanzungs- und Verschönerungsverein Děčín, 1890).

### Technická zajímavost
Zatímco samotná stavba je z pískovcových kvádrů, na vytvoření kupole a balustrádových kuželek byla použita v dané době zcela nová progresívní technologie – armovaný beton. Použití tohoto materiálu bylo na sklonku 19. století na evropském kontinentě teprve v počátcích, z čehož vychází úvaha památkářů, že železobetonová kupole pavilonu byla jednou z prvních, možná dokonce i první stavbou tohoto druhu na českém území.